# Dévoûteur
Un dévoûteur est un équipement industriel dont la fonction est de faciliter l'extraction mécanique des pulvérulents stockés en silos. Il s'agit d'extraire le produit au pied du silo et d'en briser les agglomérats par un moyen mécanique (p/ex. par cisaillement, par vibration, par injection d'air comprimé). Les dévoûteurs sont particulièrement adaptés à l'extraction de produits tels que la chaux vive, la chaux éteinte, le charbon actif, ainsi que farines, poudre de cacao, sel, sucre, plâtre, kaolin, carbonate, silice... Le dévoûteur dans sa conception habituelle est souvent équipé d'un axe, muni de lames en acier, qui entrainé en rotation dans le cône du silo favorise l'écoulement. Il est particulièrement adapté pour être couplé à un doseur à vis sans fin. 

## Mots associés
- dévoûteur à percussion
- dévoûteur à air
- dévoûteur-doseur
- dévouteur-extracteur mécanique

## Traductions courantes
(en) Unloader
(en) Discharge unit (doser)

(en) Arch breaker 

(de) Austragsgerät (Dosiereinheit)